# Evert August Franc
Evert August Franc, född 23 maj 1729, död 22 februari 1800, var en svensk militär och ämbetsman. Han var sonson till Peder Franc och bror till Ulric Gustaf Franc.
Franc blev ryttmästare vid Södra skånska kavalleriregementet 1752 och överste i armén 1778. År 1780 utnämndes han till landshövding i Örebro län och kvarstannade som sådan till 1796. Franc blev riddare av Svärdsorden 1761.